# Maktab al-Khidamat
Maktab al-Khidamat, também Maktab Khadamāt al-Mujāhidīn al-'Arab (em árabe: مكتب الخدمات ou مكتب خدمات المجاهدين العرب, MAK), também conhecido como Direção de Serviços Afegãos, foi fundado em 1984 por Abdullah Yusuf Azzam e Osama bin Laden para angariar fundos e recrutar mujahidins estrangeiros para a guerra contra os soviéticos no Afeganistão. O MAK tornou-se o precursor para a Al-Qaeda e foi fundamental na criação da rede de arrecadação de fundos e de recrutamento que beneficiaram a Al-Qaeda na década de 1990.
Durante a Guerra soviética no Afeganistão, o MAK desempenhou um papel mínimo, treinando um pequeno grupo de 100 mujahidins para a guerra e desembolsando cerca de US$ 2 milhões em doações de muçulmanos provenientes de uma rede de escritórios globais em países árabes e ocidentais, supostamente incluindo trinta dos Estados Unidos. O MAK manteve uma ligação estreita com a agência Inter-Services Intelligence do Paquistão (ISI) por meio da qual a CIA e a agência de inteligência da Arábia Saudita, Al Mukhabarat Al A'amah, canalizaram dinheiro para os mujahidins afegãos. O MAK pagou passagem aérea aos novos recrutas para que voassem à região afegã para treinamento. O MAK cooperou estreitamente com a facção de Peshawar Sete, Hezb-e Islami Gulbuddin.
Como a guerra terminou, divergências de opinião surgiram entre Azzam e a Jihad Islâmica Egípcia (EIJ), liderada por Ayman al-Zawahiri, sobre a direção futura do MAK. Azzam pretendia usar a riqueza que tinha gerado e a rede que criou para ajudar a instalar um governo islâmico puro no pós-guerra no Afeganistão e se opôs a "Fitna" entre os muçulmanos, incluindo ataques contra os governos de países muçulmanos. Al-Zawahiri queria usar os bens do MAK para financiar uma jihad global, incluindo a derrubada de governos em países muçulmanos considerados não-islâmicos. Bin Laden, o mais importante captador de recursos do MAK,[carece de fontes?]foi fortemente influenciado por Zawahiri, embora permanecesse próximo de Azzam.
Em 24 de novembro de 1989, Azzam foi morto pela detonação de três bombas, por assassinos desconhecidos. Azzam, bem como seus dois filhos foram assassinados a caminho de sua mesquita local para orações noturnas. Após a morte de Azzam, bin Laden assumiu o controle do MAK e a organização foi absorvida na al-Qaeda, que viria a liderar a oposição em alguns países. Os suspeitos incluem líderes das milícias afegãs concorrentes, a Inter-Services Intelligence paquistanesa, a CIA e o Mossad israelense, bem como aqueles que se opunham ao deslocamento da jihad à Palestina - incluindo bin Laden, Ayman al-Zawahiri -  e a inteligência do Irã.